# Libby, Montana
Libby är administrativ huvudort i Lincoln County i Montana. Orten fick sitt namn efter bosättaren George Davis dotter Libby.